# Erynnis tages
Erynnis tages là một loài bướm ngày thuộc họ Hesperiidae.

## Hình ảnh

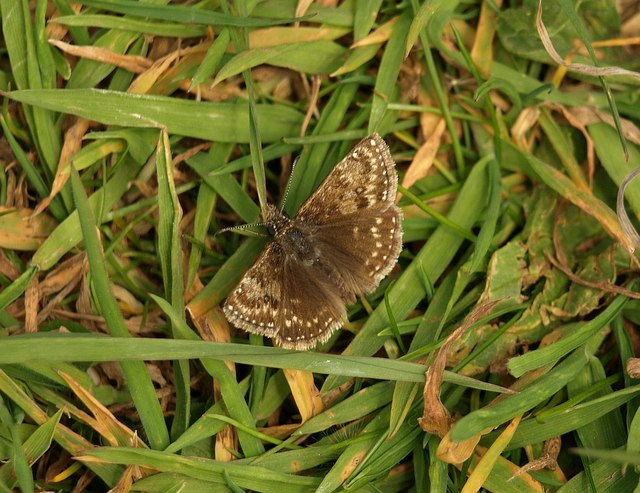
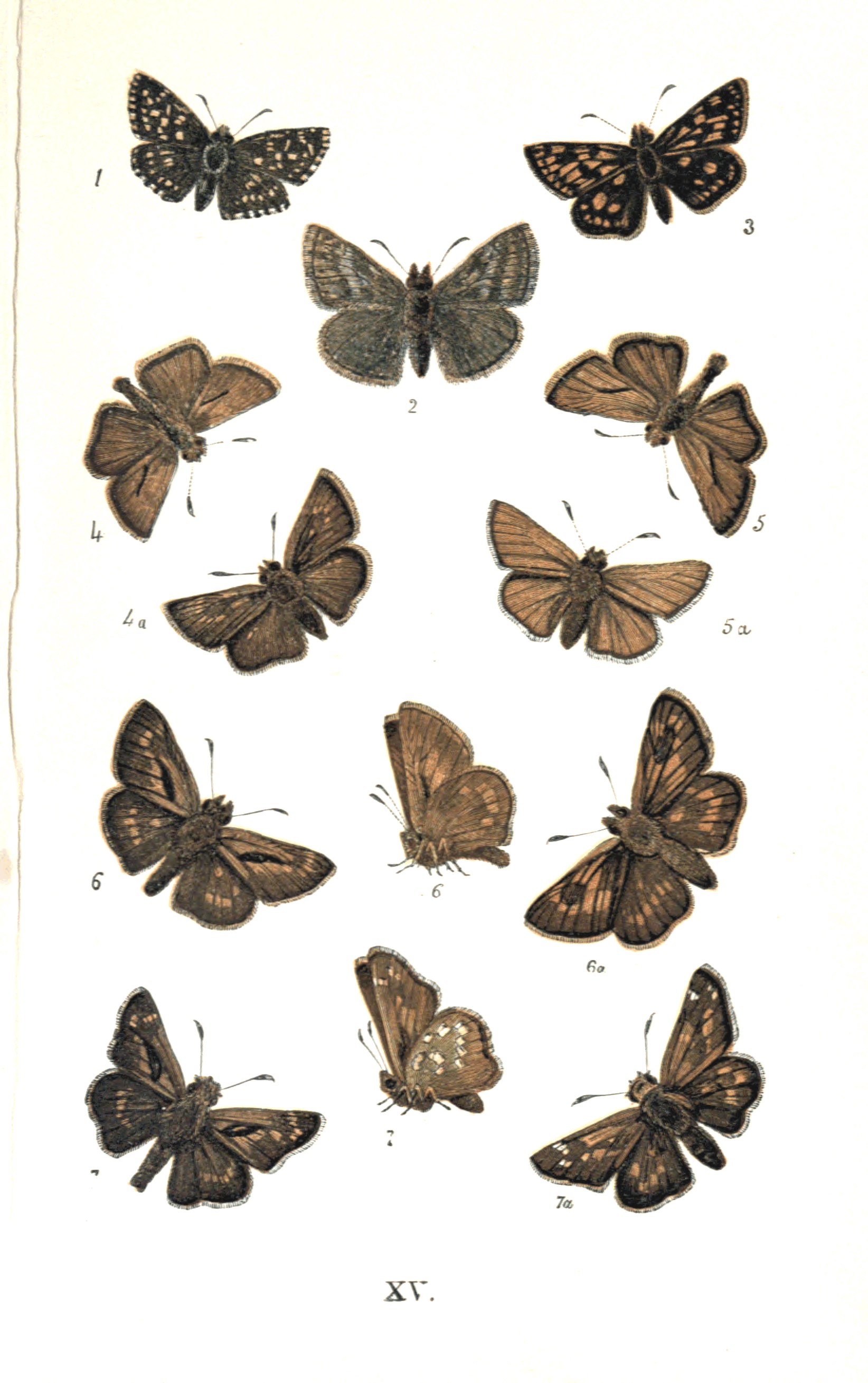
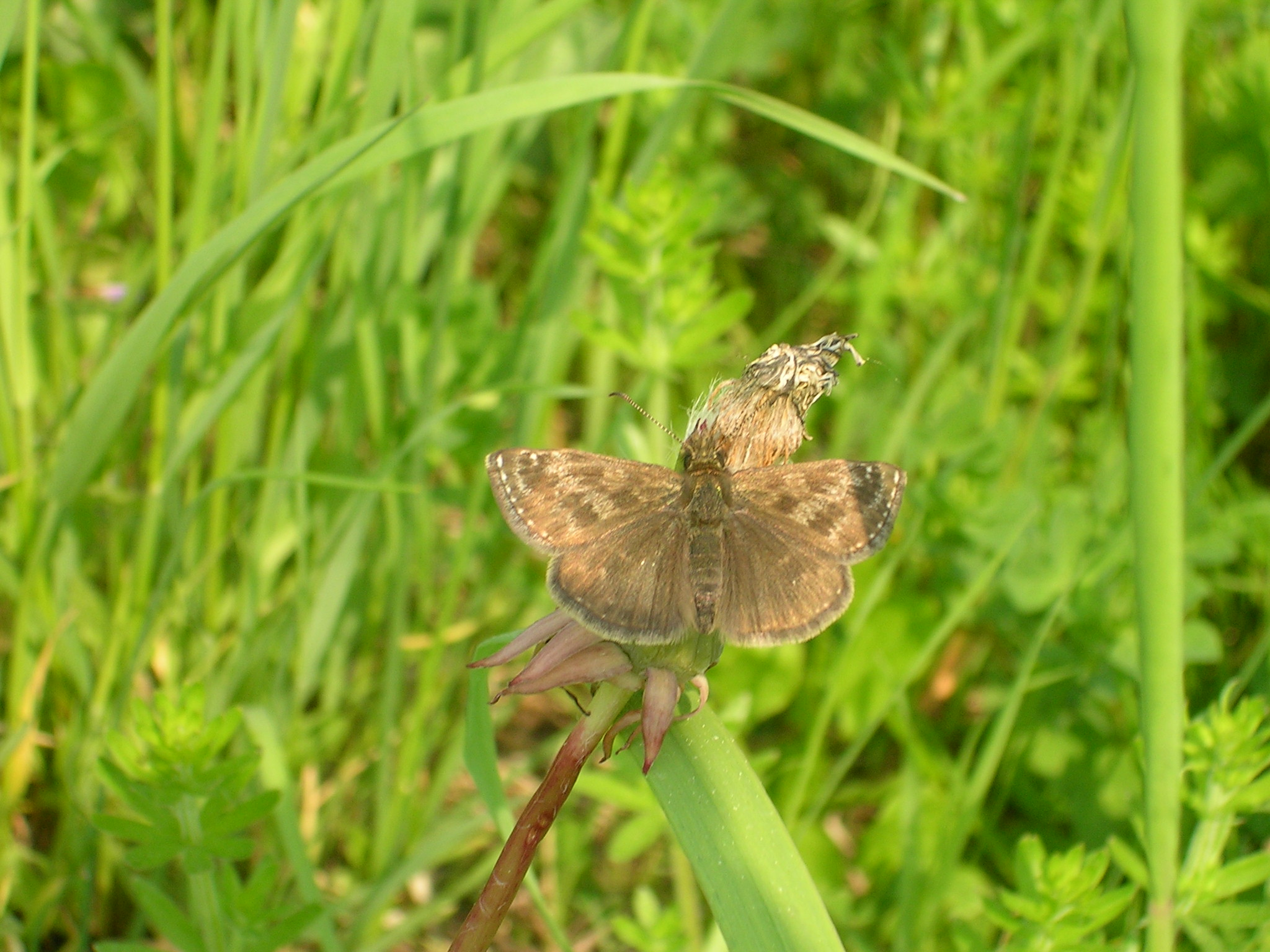
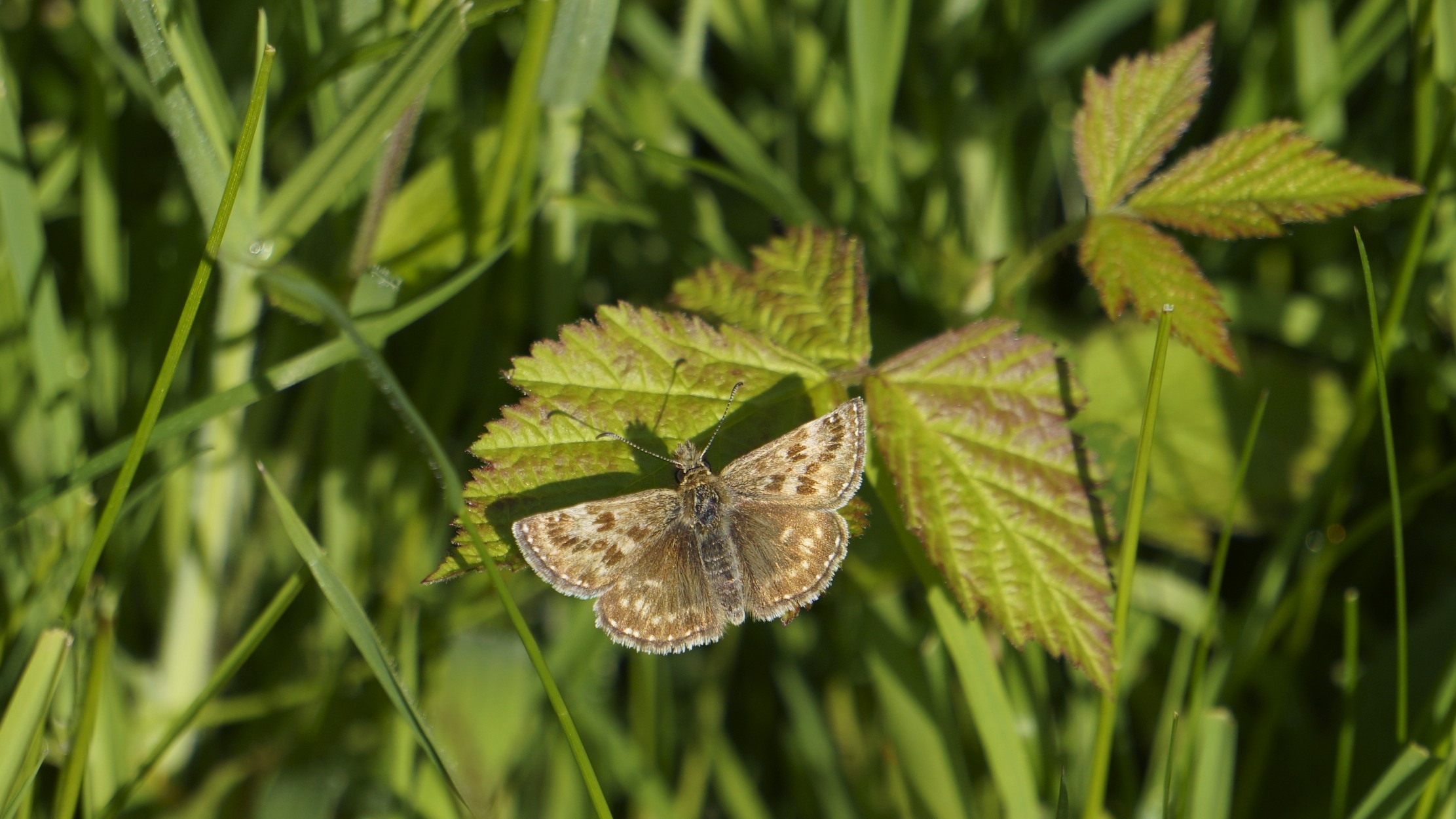